# انعدام الطحال الخلقي المعزول
انعدام الطحال الخلقي المعزول (بالإنجليزية: Isolated congenital asplenia ومختصره ICAS)‏ هو مرض نادر في الإنسان، وقد يؤدي إلى عدوى بكتيرية في الأطفال بسبب نقص المناعة الأولي. يمكن أن تتضمن العدوى إنتان المكورة الرئوية والتهاب السحايا.
إن انعدام الطحال الخلقي المعزول اعتلال ريباسي, بسبب طفرة سائدة في مورثة RPSA على كروموسوم 3p21.
بخلاف متلازمة التوضع المغاير, the فإن انعدام الطحال لا يرتبط بأي خلل نمائي بنيوي.